# Urtica berteroana
Urtica berteroana är en nässelväxtart som beskrevs av Rodolfo Amando Philippi. Urtica berteroana ingår i släktet nässlor, och familjen nässelväxter. Inga underarter finns listade i Catalogue of Life.